# Virginia Fox
Virginia Fox Zanuck (nacida como Virginia Oglesby Fox; 19 de abril de 1899, 1902, 1903, o 1907 -14 de octubre de 1982) fue una actriz estadounidense que protagonizó muchas películas mudas durante las décadas de 1910 y 1920

## Vida y carrera
Fox nació como Virginia Oglesby Fox en Wheeling, Virginia Occidental (aunque en su tumba figura erróneamente Charleston, Virginia Occidental, como lugar de nacimiento), hija de Marie (née Oglesby) y Frederick Fox.
Mientras estaba de vacaciones en el internado, Fox viajó a visitar a un amigo en Los Ángeles. Los dos hicieron una parada casual en el estudio de Mack Sennett, donde fue contratada en el acto y se convirtió en una belleza bañista en las películas del estudio. Fox llegó a protagonizar muchas de las primeras películas de Buster Keaton, incluida la película Neighbors de 1920.
En 1924 se casó con el productor de cine Darryl F. Zanuck, con quien tuvo tres hijos, Darrylin, Susan Marie y Richard Darryl. Fox se retiró de la actuación, pero era conocida por su influencia entre bastidores en las decisiones empresariales de su marido. La pareja se separó en 1956 por las aventuras del magnate con otras mujeres, aunque nunca se divorciaron legalmente; pero, según los biógrafos de Zanuck, ella cuidó de él en su casa desde que quedó incapacitado mentalmente a principios de la década de 1970 hasta su muerte en 1979.[cita requerida]
A pesar de que algunos relatos en Internet afirman lo contrario, Virginia Fox no estaba relacionada con William Fox, cuyo nombre se conserva en el estudio cinematográfico 20th Century Fox, que Darryl Zanuck creó y dirigió durante décadas. William Fox fundó los estudios Fox, pero había perdido el control de los mismos cuando Zanuck los adquirió y los fusionó con su propio imperio.[cita requerida]

## Muerte

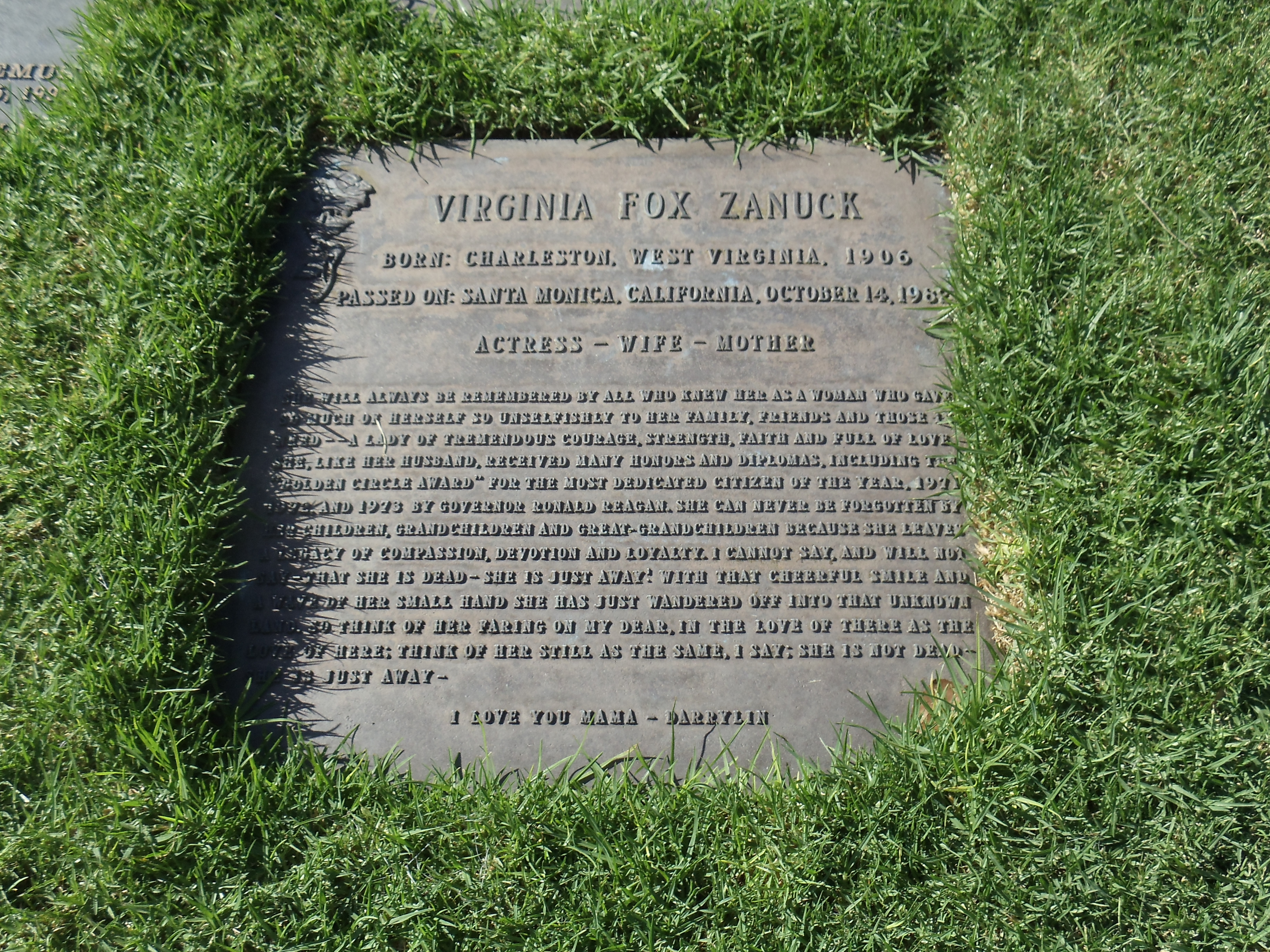
Tumba de Virginia Fox Zanuck en el Westwood Memorial Park, Westwood, Los Ángeles, California

El 14 de octubre de 1982, Fox murió de una infección pulmonar complicada por un enfisema en su casa de Santa Mónica, California después de haber estado enferma durante aproximadamente un año. Tenía 83 años  o 75. Fue enterrada cerca de Darryl Zanuck en el cementerio Westwood Village Memorial Park en Westwood, Los Ángeles.

## Filmografía
| Año  | Película           | Papel                         | Notas         |
| ---- | ------------------ | ----------------------------- | ------------- |
| 1915 | A Submarine Pirate |                               |               |
| 1920 | Down on the Farm   | Sin acreditar                 |               |
| 1920 | Neighbors          | La novia                      |               |
| 1921 | The Haunted House  | Hija del Presidente del Banco |               |
| 1921 | Hard Luck          | Virginia                      |               |
| 1921 | The Goat           | Hija del chef                 |               |
| 1921 | The Playhouse      | Gemela                        | Sin acreditar |
| 1922 | The Paleface       | Doncella india                | Sin acreditar |
| 1922 | Cops               | Hija del alcalde              |               |
| 1922 | The Blacksmith     | Amazona                       |               |
| 1922 | The Electric House | Chica                         | Sin acreditar |
| 1923 | The Love Nest      | La chica                      |               |
| 1926 | The Caveman        | Chica fiestera                |               |